# Список поглощений Electronic Arts

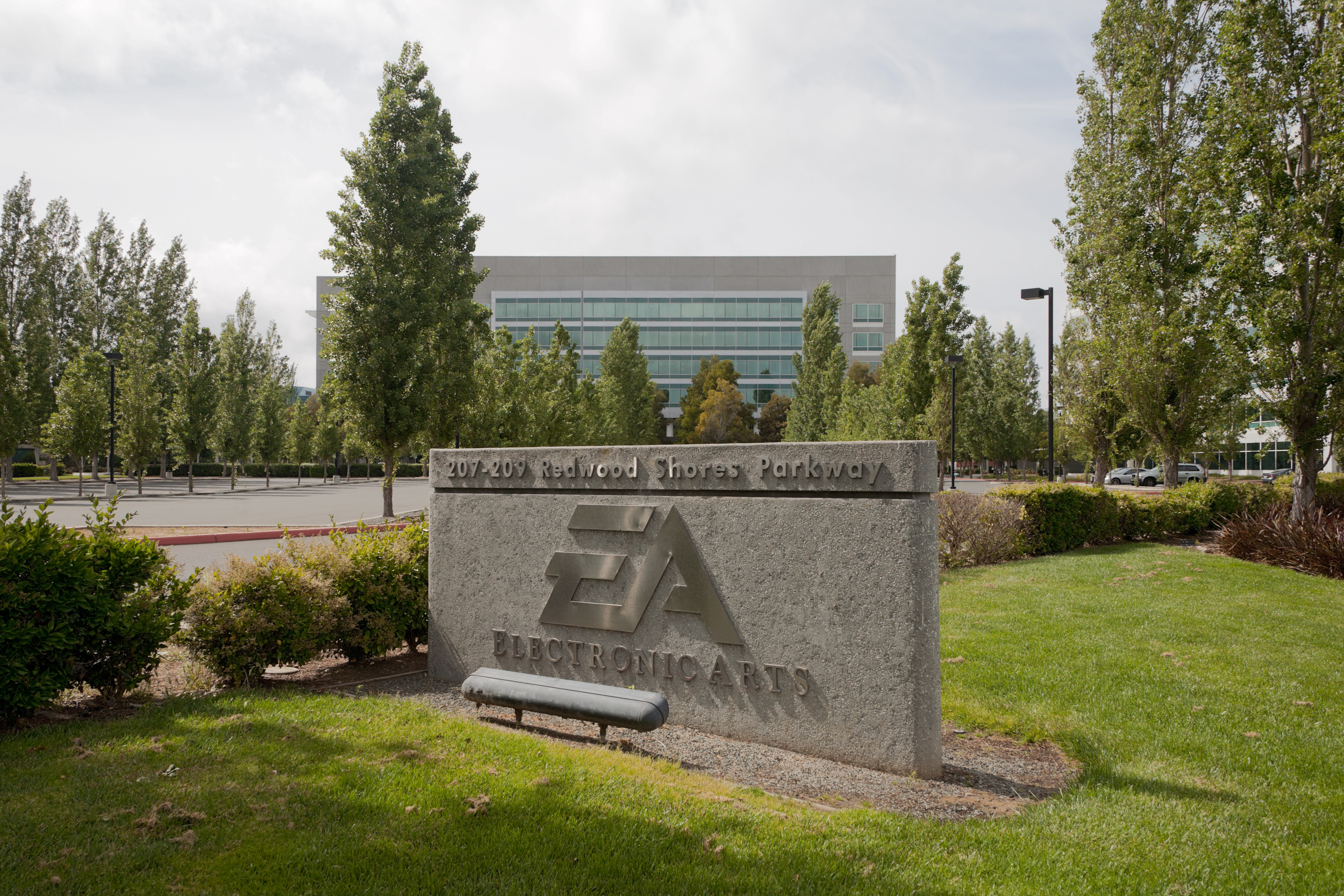
Главный офис EA в Редвуд-Сити, Калифорния

Electronic Arts (EA) — американская компания, занимающаяся разработкой и изданием компьютерных игр. Была основана в 1982 году. Её продукция включает в себя серию спортивных симуляторов от EA Sports, а также Sims, и другую игровую продукцию.

## Политика поглощений
Electronic Arts часто поглощает новые компании для того, чтобы расширить свою интеллектуальную собственность. Одним из примеров подобного расширения стало приобретение JAMDAT Mobile, после чего председатель EA и главный исполнительный директор Ларри Пробст сделал заявление : «Мы намерены занять лидирующие позиции в … производстве игр для мобильных телефонов».
Нередко целые компании или студии после их приобретения закрывались, как в случае с DICE Canada, Origin Systems, EA Chicago (NuFX) и Pandemic Studios. После поглощения Origin Systems некоторые её сотрудники утверждали, что изначально компания Electronic Arts предоставляла им больше возможностей, хотя и не позволяла экспериментировать, а если они допускали ошибки при выполнении своих обязанностей, то в отдельных случаях уже не доверяла им, и даже выступала против них. Игровой блогер Брайан Кресенте высказал мнение, что EA не заботится о судьбе приобретённых компаний и не следит за качеством конечной продукции после получения права собственности на неё.
Согласно данным, обобщённым агентством Pitchbook, компания с 1992 года потратила около 2,9 млрд долларов США на 10 крупнейших приобретений. По состоянию на январь 2018 года самой крупной покупкой Electronic Arts является приобретение VG Holding Corp., которой принадлежали тогда BioWare и Pandemic Studios, за 775 млн долларов. В 2004 году компания приобрела 19,9 % акций Ubisoft, расположенной во Франции, однако они были проданы в 2010 году.
Датой приобретения считается дата заключения сделки между Electronic Arts (EA) и предметом приобретения. Если не указано иное, стоимость покупки указана в долларах США. Если известна студия EA, образованная от поглощённой компании, то она также указана в списке.

## Условные обозначения
| † | Компания закрыта  |
| * | Перепродажа акций |

## Поглощения
| Дата           | Компания                                                                         | Индустрия                                           | Страна                      | Стоимость (USD) | Название после приобретения              | Название после приобретения              | Источники            |
| -------------- | -------------------------------------------------------------------------------- | --------------------------------------------------- | --------------------------- | --------------- | ---------------------------------------- | ---------------------------------------- | -------------------- |
| 1987           | Batteries Included†                                                              | Разработчик аппаратного обеспечения                 | Канада                      | —               | —                                        | —                                        | [ 13 ] [ 14 ] [ 15 ] |
| 01.07.91       | Distinctive Software, Inc.                                                       | Разработчик компьютерных игр                        | Канада                      | —               | EA Canada                                | EA Canada                                | [ 16 ]               |
| 10.09.92       | Origin Systems†                                                                  | Разработчик компьютерных игр                        | Соединённые Штаты Америки   | $35 000 000     | —                                        | —                                        | [ 17 ] [ 18 ]        |
| 14.11.94       | DROsoft                                                                          | Разработчик программного обеспечения                | Испания                     | —               | DROsoft                                  | DROsoft                                  | [ 19 ]               |
| 06.02.95       | Bullfrog Productions†                                                            | Разработчик компьютерных игр                        | Великобритания              | —               | EA UK                                    | EA UK                                    | [ 20 ] [ 21 ] [ 22 ] |
| 08.03.95       | Kingsoft GmbH                                                                    | Разработчик программного обеспечения                | Германия                    | —               | Kingsoft GmbH                            | Kingsoft GmbH                            | [ 23 ]               |
| 29.01.96       | Manley & Associates                                                              | Разработчик компьютерных игр                        | Соединённые Штаты Америки   | —               | EA Seattle                               | EA Seattle                               | [ 24 ]               |
| 04.06.97       | Maxis†                                                                           | Разработчик и издатель компьютерных игр             | Соединённые Штаты Америки   | $125 000 000    | Maxis Emeryville†, Maxis South и другие† | Maxis Emeryville†, Maxis South и другие† | [ 25 ] [ 26 ] [ 27 ] |
| 02.04.98       | Tiburon Entertainment                                                            | Разработчик компьютерных игр                        | Соединённые Штаты Америки   | —               | EA Tiburon                               | EA Tiburon                               | [ 28 ] [ 29 ]        |
| 08.04.98       | Vision Software                                                                  | Разработчик программного обеспечения                | Южно-Африканская Республика | —               | Vision Software                          | Vision Software                          | [ 30 ]               |
| 28.07.98       | ABC Software                                                                     | Разработчик компьютерных игр                        | Швейцария                   | —               | ABC Software                             | ABC Software                             | [ 31 ]               |
| 17.08.98       | Westwood Studios; Virgin Interactive's North American Operations, Burst Studios† | Разработчики компьютерных игр                       | Соединённые Штаты Америки   | $122 500 000    | EA Pacific†                              | EA Pacific†                              | [ 32 ] [ 33 ] [ 34 ] |
| 08.09.99       | PlayNation                                                                       | Разработчик многопользовательских игр               | Соединённые Штаты Америки   | —               | PlayNation                               | PlayNation                               | [ 35 ]               |
| 22.11.99       | Kesmai                                                                           | Разработчик и издатель компьютерных игр             | Соединённые Штаты Америки   | —               | Kesmai                                   | Kesmai                                   | [ 36 ]               |
| 24.02.00       | DreamWorks Interactive                                                           | Разработчик компьютерных игр                        | Соединённые Штаты Америки   | —               | Danger Close Games†                      | Danger Close Games†                      | [ 36 ] [ 37 ]        |
| 28.02.01       | Pogo.com                                                                         | Игровой сайт                                        | Соединённые Штаты Америки   | —               | Pogo.com                                 | Pogo.com                                 | [ 38 ]               |
| 11.06.02       | Black Box Games                                                                  | Разработчик компьютерных игр                        | Канада                      | —               | Quicklime Games†                         | Quicklime Games†                         | [ 39 ] [ 40 ] [ 41 ] |
| 16.10.03       | Studio 33                                                                        | Разработчик компьютерных игр                        | Великобритания              | —               | EA Northwest                             | EA Northwest                             | [ 42 ]               |
| 13.02.04       | NuFX                                                                             | Разработчик компьютерных игр                        | Соединённые Штаты Америки   | —               | EA Chicago†                              | EA Chicago†                              | [ 43 ] [ 44 ]        |
| 28.07.04       | Criterion Software                                                               | Разработчик компьютерных игр                        | Великобритания              | —               | Criterion Software                       | Criterion Software                       | [ 45 ]               |
| 27.07.05       | Hypnotix                                                                         | Разработчик компьютерных игр                        | Соединённые Штаты Америки   | —               | —                                        | —                                        | [ 46 ]               |
| 08.12.05       | JAMDAT Mobile                                                                    | Разработчик мобильных игр                           | Соединённые Штаты Америки   | $680 000 000    | EA Mobile                                | EA Mobile                                | [ 47 ]               |
| 20.07.06       | Mythic Entertainment                                                             | Разработчик компьютерных игр                        | Соединённые Штаты Америки   | —               | EA Mythic†                               | EA Mythic†                               | [ 48 ] [ 49 ]        |
| 23.08.06       | Phenomic Game Development                                                        | Разработчик компьютерных игр                        | Германия                    | —               | EA Phenomic†                             | EA Phenomic†                             | [ 50 ] [ 51 ]        |
| 02.10.06       | Digital Illusions CE (DICE)                                                      | Разработчик компьютерных игр                        | Швеция                      | —               | EA DICE                                  | EA DICE                                  | [ 52 ]               |
| 30.11.06       | Headgate Studios                                                                 | Разработчик компьютерных игр                        | Соединённые Штаты Америки   | —               | EA Salt Lake                             | EA Salt Lake                             | [ 53 ]               |
| 12.02.07       | SingShot Media                                                                   | Социальная сеть                                     | Соединённые Штаты Америки   | —               | Sims on Stage                            | Sims on Stage                            | [ 54 ] [ 55 ]        |
| 05.10.07       | Super Computer International                                                     | Разработчик аппаратного обеспечения                 | Соединённые Штаты Америки   | —               | —                                        | —                                        | [ 56 ]               |
| 11.10.07       | VG Holding Corp.                                                                 | Холдинговая компания разработчиков компьютерных игр | Соединённые Штаты Америки   | $775 000 000    | BioWare                                  | Pandemic Studios†                        | [ 57 ]               |
| 21.05.08       | Hands-On Mobile                                                                  | Разработчик и издатель мобильных игр                | Республика Корея            | —               | EA Mobile Korea                          | EA Mobile Korea                          | [ 58 ]               |
| 03.06.08       | ThreeSF                                                                          | Социальная сеть                                     | Соединённые Штаты Америки   | —               | —                                        | —                                        | [ 59 ]               |
| 02.12.08       | J2MSoft                                                                          | Разработчик и издатель компьютерных игр             | Республика Корея            | —               | —                                        | —                                        | [ 60 ]               |
| 09.11.09       | Playfish†                                                                        | Разработчик игр для социальных сетей                | Великобритания              | $400 000 000    | —                                        | —                                        | [ 61 ] [ 62 ] [ 63 ] |
| I квартал 2010 | J2Play                                                                           | Социальная сеть                                     | Канада                      | —               | —                                        | —                                        | [ 64 ]               |
| 20.10.10       | Chillingo                                                                        | Издатель мобильных игр                              | Великобритания              | $200 000 000    | —                                        | —                                        | [ 65 ]               |
| 03.05.11       | Mobile Post Production                                                           | Разработчик и издатель мобильных игр                | Соединённые Штаты Америки   | —               | —                                        | —                                        | [ 66 ]               |
| 04.05.11       | Firemint                                                                         | Разработчик и издатель мобильных игр                | Австралия                   | —               | —                                        | —                                        | [ 67 ]               |
| 12.07.11       | PopCap Games                                                                     | Разработчик и издатель компьютерных игр             | Соединённые Штаты Америки   | $750 000 000    | Сан-Франциско и Сиэтл                    | Дублин† и Ванкувер†                      | [ 41 ] [ 68 ] [ 69 ] |
| 01.06.12       | ESN                                                                              | Разработчики игр для социальных сетей               | Швеция                      | —               | —                                        | —                                        | [ 70 ]               |
| 01.12.17       | Respawn Entertainment                                                            | Разработчик компьютерных игр                        | Соединённые Штаты Америки   | $455 000 000    | —                                        | —                                        | [ 71 ]               |
| 01.05.18       | GameFly                                                                          | Стриминг игр                                        | Соединённые Штаты Америки   |                 | —                                        | —                                        | [ 72 ]               |
| 09.07.18       | Industrial Toys                                                                  | Разработчик мобильных игр                           | Соединённые Штаты Америки   |                 | —                                        | —                                        | [ 73 ]               |
| 14.12.2020     | Codemasters                                                                      | Разработчик и издатель компьютерных игр             | Великобритания              | $1 200 000 000  | —                                        | —                                        | [ 74 ]               |

## Акции
| Дата     | Компания                                   | Индустрия                               | Страна                    | Цена          | Источники            |
| -------- | ------------------------------------------ | --------------------------------------- | ------------------------- | ------------- | -------------------- |
| 25.01.95 | Visual Concepts Entertainment              | Разработчик компьютерных игр            | Соединённые Штаты Америки | —             | [ 75 ]               |
| 09.05.95 | NovaLogic                                  | Разработчик и издатель компьютерных игр | Соединённые Штаты Америки | —             | [ 76 ]               |
| 11.03.97 | Accolade†                                  | Разработчик и издатель компьютерных игр | Соединённые Штаты Америки | —             | [ 77 ] [ 78 ]        |
| 03.04.97 | Mpath Interactive†                         | Разработчик компьютерных игр            | Соединённые Штаты Америки | —             | [ 79 ] [ 80 ]        |
| 04.08.98 | Kodiak Interactive Software Studios, Inc.† | Разработчик и издатель компьютерных игр | Соединённые Штаты Америки | —             | [ 81 ] [ 82 ]        |
| 24.12.04 | Ubisoft Entertainment                      | Разработчик и издатель компьютерных игр | Франция                   | 68,9 млн евро | [ 11 ] [ 12 ] [ 83 ] |

### Другие источники
- Jurek, Walter. Merger and Acquisition Sourcebook. — The Company, 2006.
- Electronic Arts Acquisitions. Crunchbase. Дата обращения: 10 февраля 2018.
- Fleming, Jeffrey. We See Farther - A History of Electronic Arts. Gamasutra. Дата обращения: 10 февраля 2018.